# Боргезе
Боргезе (на италиански: Borghese) e римска княжеска фамилия, от която и днес съществуват клонове.
Фамилията произлиза от Патрициат Сиена, където е доказана документално от 1238 г. Основател на фамилията е сиенският патриций Маркантонио Боргезе, който през 1541 г. се заселва в Рим и е баща на Камило Боргезе, по-късния папа Павел V (папа през 1605 – 1621). Оттогава фамилията е приета във висшата аристокрация. Павел V произвежда племенника си Маркантонио Боргезе (* 1598; † 1658) през 1605 г. на наследствен княз на Монте Компатри. Същата година фамилията е приета и в Патрициат Венеция.
От 1607 г. следват други титли като князе, маркграфове, графове и херцози.
Испанският крал Филип III дава през 1607 г. титлата „княз на Сулмона“ на папския племенник Маркантонио Боргезе.
Вила „Боргезе“ се намира в Рим до Порта дел Пополо. Тя е била лятният палат на фамилията. В нейното казино се намира частната галерия на изкуството Галерия „Боргезе“. Палацо „Боргезе“ е известен римски дворец.

## Известни от фамилията
- Камилио Боргезе – римски папа
- Джовани Батиста Боргезе (1554/1555 – 1609; също Giambattista Borghese), управител на Борго и Кастелан на Engelsburg и крепост Анкона
- Франческо Боргезе (1556 – 1620), граф на Rignano и генерал на папската войска на Павел V
- Шипионе Кафарели-Боргезе (1576 – 1633), кардинал и основател на галерията на изкуството във вила Боргезе, Рим
- Шипионе Боргезе (1734 – 1782), камерлинг на кардиналската колегия 1778
- Камило Боргезе (1775 – 1832), княз на Сулмона и Росано
- Шипионе Боргезе – кардинал
- Паулина Бонапарт (1780 – 1825), сестра на Наполеон Бонапарт и съпруга на Камило Боргезе
- Юнио Валерио Боргезе (1906 – 1974), италиански морски-офицер и политик
- Алесандра Боргезе, (* 1963), авторка, дама на Малтийския орден